# العلاقات السعودية السلوفينية
العلاقات السعودية السلوفينية هي العلاقات الثنائية التي تجمع بين السعودية وسلوفينيا.

## مقارنة بين البلدين
هذه مقارنة عامة ومرجعية للدولتين:
| وجه المقارنة                                              | السعودية        | سلوفينيا                                                      |
| --------------------------------------------------------- | --------------- | ------------------------------------------------------------- |
| المساحة (كم2)                                             | 2.25 مليون      | 20.27 ألف                                                     |
| عدد السكان (نسمة)                                         | 33.00 مليون     | 2.07 مليون                                                    |
| الكثافة السكانية (ن./كم²)                                 | 14.67           | 102.12                                                        |
| العاصمة                                                   | الرياض، الدرعية | ليوبليانا                                                     |
| اللغة الرسمية                                             | اللغة العربية   | اللغة السلوفينية، اللغة الإيطالية، لغة مجرية                  |
| العملة                                                    | ريال سعودي      | يورو، تولار سلوفيني                                           |
| الناتج المحلي الإجمالي (بليون دولار)                      | 683.83 مليار    | 48.77 مليار                                                   |
| الناتج المحلي الإجمالي (تعادل القوة الشرائية) بليون دولار | 1.69 تريليون    | 66.01 مليار                                                   |
| الناتج المحلي الإجمالي الاسمي للفرد دولار أمريكي          | 20.48 ألف       | 20.73 ألف                                                     |
| الناتج المحلي الإجمالي للفرد دولار أمريكي                 | 52.01 ألف       | 30.40 ألف                                                     |
| مؤشر التنمية البشرية                                      | 0.837           | 0.880                                                         |
| رمز المكالمات الدولي                                      | +966            | +386                                                          |
| رمز الإنترنت                                              | .sa             | .si                                                           |
| المنطقة الزمنية                                           | ت ع م+03:00     | توقيت وسط أوروبا، ت ع م+01:00، ت ع م+02:00، أوروبا/ليوبليانا ‏ |

## منظمات دولية مشتركة
يشترك البلدان في عضوية مجموعة من المنظمات الدولية، منها:
| علم المنظمة | اسم المنظمة                               | تاريخ انضمام السعودية | تاريخ انضمام سلوفينيا |
| ----------- | ----------------------------------------- | --------------------- | --------------------- |
|             | يونسكو                                    | 4 نوفمبر 1946         | 27 مايو 1992          |
|             | البنك الدولي للإنشاء والتعمير             | 26 أغسطس 1957         | 25 فبراير 1993        |
|             | منظمة حظر الأسلحة الكيميائية              | ?                     | ?                     |
|             | الأمم المتحدة                             | 24 أكتوبر 1945        | 22 مايو 1992          |
|             | مؤسسة التمويل الدولية                     | 18 سبتمبر 1962        | 25 فبراير 1993        |
|             | المركز الدولي لتسوية المنازعات الاستشارية | 7 يونيو 1980          | 6 أبريل 1994          |
|             | وكالة ضمان الاستثمار متعدد الأطراف        | 12 أبريل 1988         | 19 مارس 1993          |
|             | الاتحاد البريدي العالمي                   | ?                     | ?                     |
|             | مؤسسة التنمية الدولية                     | 30 ديسمبر 1960        | 25 فبراير 1993        |
|             | منظمة الشرطة الجنائية الدولية             | 13 يونيو 1956         | ?                     |
|             | منظمة التجارة العالمية                    | 11 نوفمبر 2005        | ?                     |
|             | المنظمة الهيدروغرافية الدولية             | 8 أبريل 2002          | ?                     |
|             | الاتحاد الدولي للاتصالات                  | 7 فبراير 1949         | 16 يونيو 1992         |

## وصلات خارجية
- موقع وزارة الخارجية السعودية
- موقع وزارة الخارجية السلوفينية